# Перієр (син Еола)
Періє́р (дав.-гр. Περιήρης) — персонаж давньогрецької міфології, син Еола та Енарети. Брат Кретея, Сізіфа, Атаманта, Салмонея, Деіона, Магнета, Макарея, Етлея, Канаки, Алкіони, Пісідіки, Каліки, Перімеди, Танагри, Арни.
Через те, що цар Мессенії Полікаон з дружиною Мессеною не мали синів, трон було по їхній смерті віддано Перієру. Він одружився з дочкою Персея Горгофоною, мав з нею двох синів Афарея і Левкіппа. від невідомої жінки мав сина Пізоса.
У джерелах також є інший Перієр, син Кінорта, батько Ойбала.